# Skider

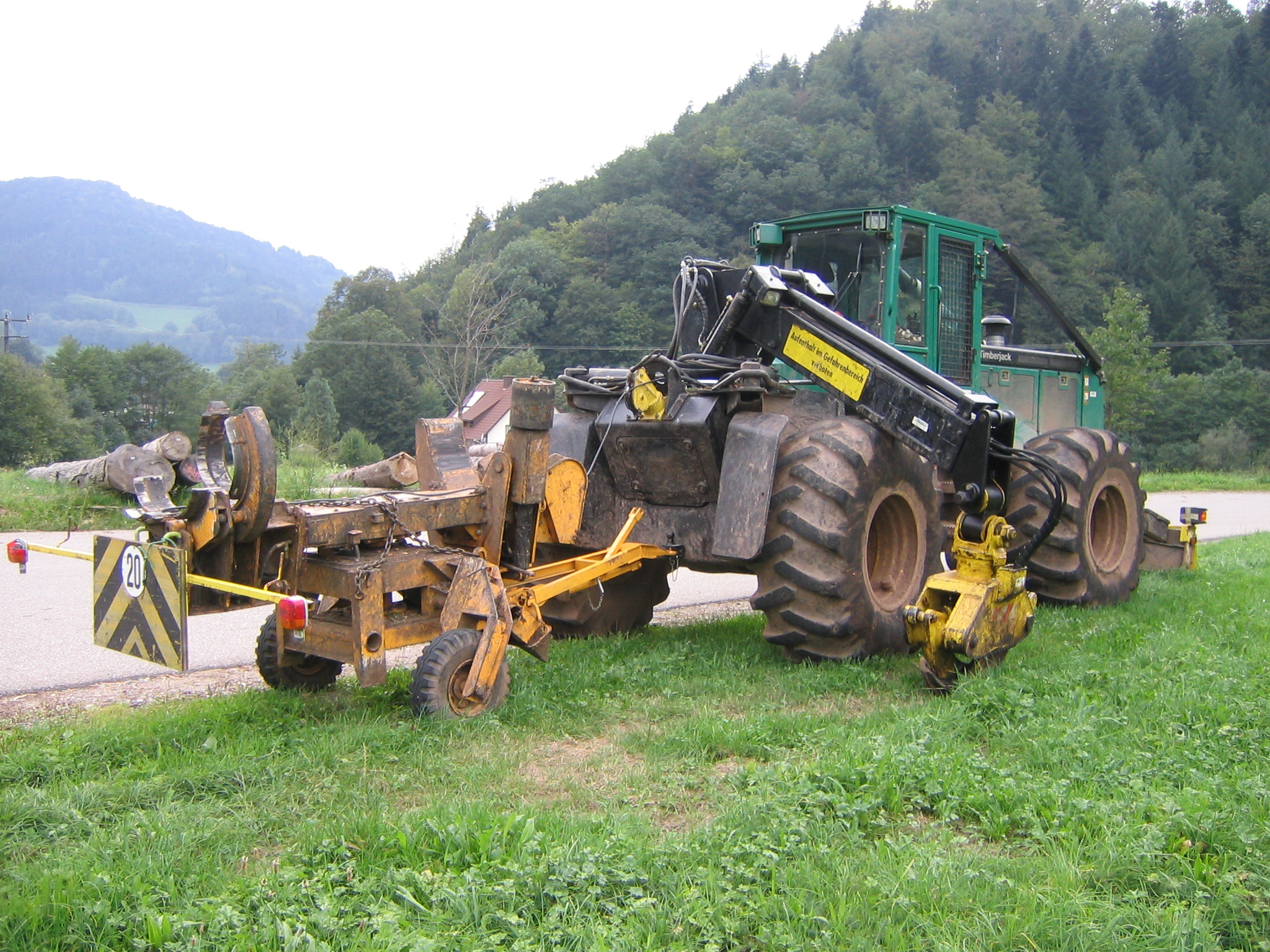
Skider

Skidder – wykorzystywany w leśnictwie ciągnik do zrywki półpodwieszonej dłużycy. Załadunku dokonuje się przy pomocy wciągarki linowej.
Ciągniki typu skider są przystosowane do półpodwieszonej zrywki drewna. Rama ciągnika składa się z dwóch części połączonych ze sobą przegubowo, co daje ciągnikowi dużą zwrotność. Skidery napęd na wszystkie koła. Są to zasadniczo ciągniki czterokołowe. Na przedniej ramie umieszczony jest silnik, kabina kierowcy oraz mygłownica poruszana hydraulicznie. Na tylnej ramie znajduje się wciągarka linowa jedno– lub dwubębnowa i masywna tarcza osłaniająca tylne koła. Lina robocza wciągarki przechodzi przez rolki na wysokim wsporniku.
Ciągnikiem zrywkowym wyposażonym również w chwytak jest skider kleszczowy. Na tylnej części ramy zawieszone są na ruchomym wysięgniku hydraulicznie sterowane kleszcze. W czasie chwytania ładunku są one opuszczone na ziemię, podczas jazdy zaś wysięgnik unosi je wraz z ładunkiem do góry. Często spotyka się ciągniki wyposażone w oba te zespoły; na zrywkowym ciągniku linowym (skider) umieszcza się dodatkowo chwytak. Wciągarka pozwala dociągać drzewa w zasięgu pracy chwytaka. Skidery, zamiast lemiesza umieszczonego z przodu ciągnika, mogą mieć ładowarkę służącą do mygłowania zerwanego drewna i równocześnie do załadunku drewna na pojazdy wywozowe. Pierwsze typy tych ciągników zostały wyprodukowane przez firmy amerykańskie i kanadyjskie, a następnie czechosłowackie, na bazie ciągników LKT 120A i LKT 120B. Wadą tego rozwiązania jest jednak znaczne zwiększanie masy agregatu.
Ciągniki przegubowe, mimo znacznych kosztów zakupu i eksploatacji, znalazły duże uznanie wśród leśników dzięki wielu walorom trakcyjnym tych pojazdów, m.in. takim jak:
- duża manewrowość i możliwość pokonywania nierówności terenu (dzięki przegubowej konstrukcji ramy i mostów)
- duża siła uciągu i przyczepność opon (dzięki zwiększonej wysokości protektora – od 35 do 70 mm, małemu wypełnieniu rysunku protektora – od 24 do 28 procent, zwiększeniu szerokości do wielkości od 400 do 770 mm oraz optymalizacji kąta jego nachylenia – od 40 do 67 stopni)
- znaczny prześwit – od 540 do 750 mm.

Niewątpliwie najliczniejszą grupą skiderów na polskim rynku są modele z rodziny ciągników zrywkowych LKT produkowanych przez czechosłowacką, a obecnie słowacką firmę ZTS TEES Lesne traktory a.s.
W Polsce używane są również skidery  firm Kockums, Tree Farmer, Caterpillar i Timberjack.